# Museo Nacional de Praga

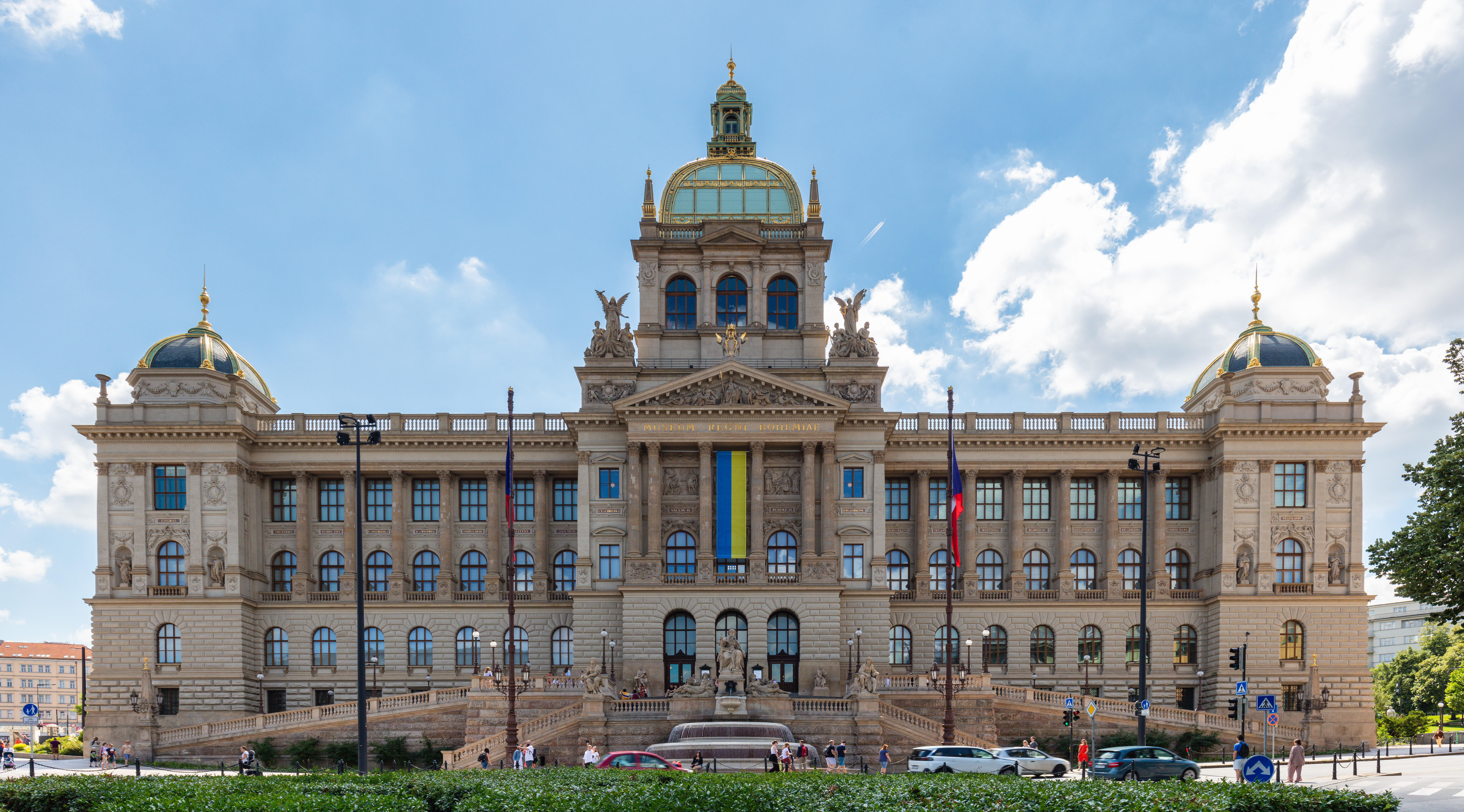
El edificio del museo de día.

El Museo Nacional de Praga (en checo: Národní muzeum) es uno de los principales museos de Praga. Ocupa un edificio neorrenacentista situado en lo alto de la plaza de Wenceslao, la principal de la ciudad. Su vestíbulo central sirve también de panteón de los grandes checos.

## Historia
Se fundó en 1818 como Museo patriótico de Bohemia (Vlastenecké muzeum v Čechách). En 1848 toma el nombre de Museo checo (České muzeum), de 1854 a 1919 el de Museo Real checo (Muzeum Království českého). El edificio ocupado por el museo es obra de Josef Schulz, el arquitecto del Teatro nacional de Praga, construido en la misma época (1885-1890).
Desde hace 150 años el museo domina la plaza de Wenceslao y es un símbolo ineludible de la cultura y la nación checa. En agosto de 1968, tras la Primavera de Praga, su fachada fue dañada por los tiros de los tanques de las unidades del Pacto de Varsovia que habían invadido Praga y tomaban posición alrededor de los estudios de Radio Checoslovaca, situados no lejos de allí.